# Cryptops pauciporus
Cryptops pauciporus är en mångfotingart som beskrevs av Lawrence 1955. Cryptops pauciporus ingår i släktet Cryptops och familjen Cryptopidae. Inga underarter finns listade i Catalogue of Life.